# Herr Jesu Christ, du höchstes Gut, BWV 113

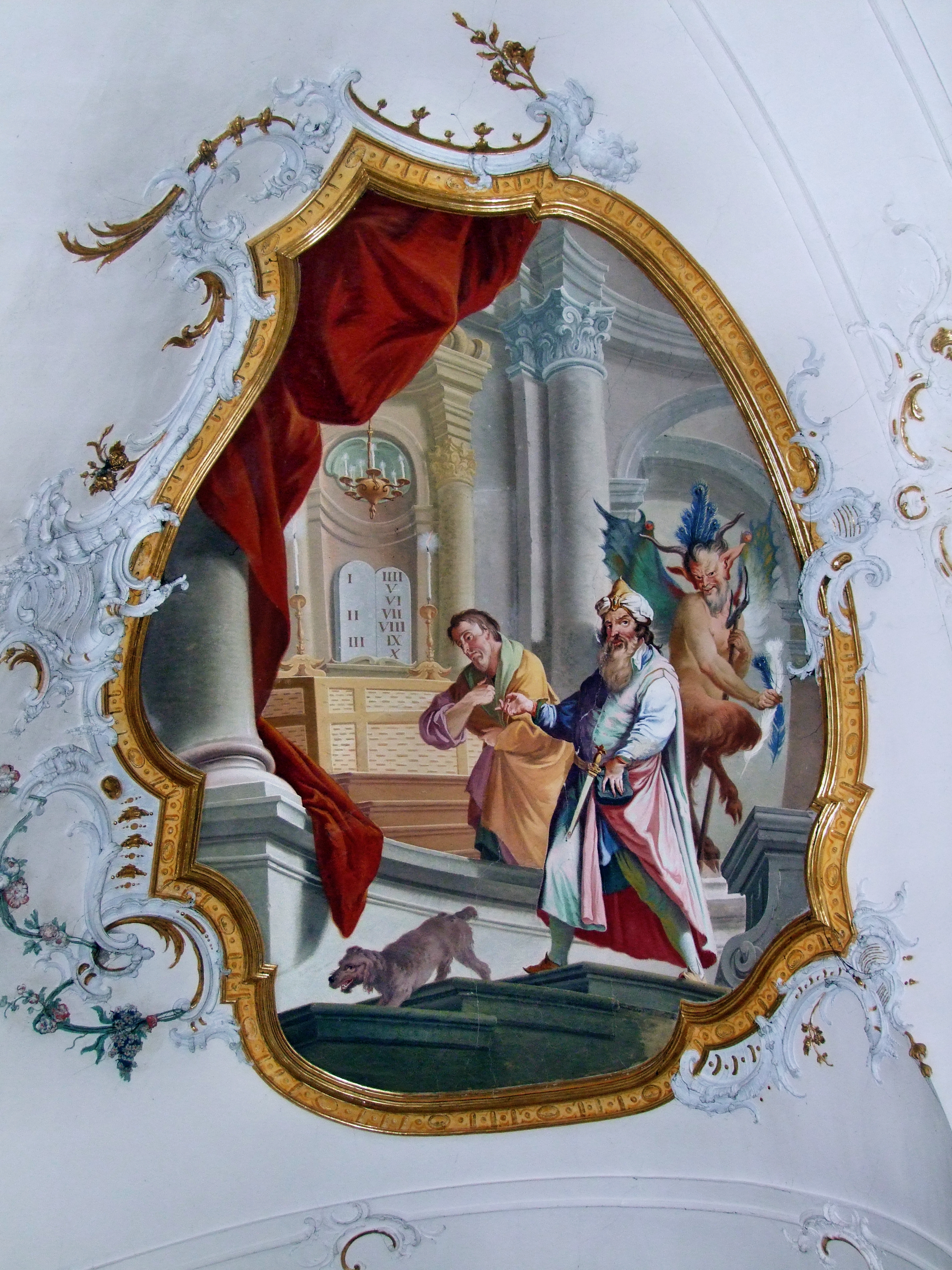
Pharisäer und Zöllner, Fresko im Kloster Ottobeuren, 18. Jahrhundert

Herr Jesu Christ, du höchstes Gut (BWV 113) ist eine Kirchen-Kantate von Johann Sebastian Bach. Er komponierte die Choralkantate 1724 in Leipzig für den 11. Sonntag nach Trinitatis und führte sie am 20. August 1724 erstmals auf.

## Geschichte und Worte
Bach komponierte die Choralkantate 1724 in Leipzig für den 11. Sonntag nach Trinitatis in seinem zweiten Kantatenzyklus. Die vorgeschriebenen Lesungen für den Sonntag waren 1 Kor 15,1–10 , Paulus über das Evangelium von Christus und sein eigenes Apostelamt, und Lk 18,9–14 , das Gleichnis vom Pharisäer und Zöllner. Der Kantatentext basiert auf den acht Strophen von Bartholomäus Ringwaldts Choral (1588), einem Bußlied, das zum Gebet des Zöllners passt: „Herr, sei mir armem Sünder gnädig“. Auch die Melodie des Liedes wird Ringwaldt zugeschrieben. Ein unbekannter Dichter behielt die Worte der Strophen 1 2, 4 und 8 bei, dabei erweiterte er Satz 4 um eingeschobene Rezitative. Er bearbeitete die Ideen der übrigen Strophen zu Arien und einem Rezitativ, wobei er die Anfangszeilen von 3 und 7 beibehielt. Er gestaltete die Sätze 5 und 6 besonders frei und bezog darin den Gedanken ein, dass das Gebet des Zöllners oder allgemein des reuigen Sünders erhört wird. Dazu zog er weitere Bibelstellen heran, Lk 15,2  in beiden Sätzen, Mt 9,2  (und als Parallelstelle Lk 7,48 ) in Satz 5, und Mt 11,28  in 6, umgedichtet zu „Er ruft: Kommt her zu mir, die ihr mühselig und beladen“. Auf diesen Vers bezieht sich auch der zweite, neutestamentliche Teil des Duetts aus Händels Messiah, das alttestamentlich beginnt „He shall feed His flock like a shepherd“, und fortgesetzt wird „Come unto Him, all ye that labour“.

## Besetzung und Aufbau
Die Kantate ist besetzt mit vier Solisten, Sopran, Alt, Tenor und Bass, vierstimmigem Chor, zwei Oboe d’amore, flauto traverso, zwei Violinen, Viola und Basso continuo.
1. Choral: Herr Jesu Christ, du höchstes Gut
2. Choral (Alt): Erbarm dich mein in solcher Last,
3. Aria (Bass): Fürwahr, wenn mir das kömmet ein
4. Recitativo e chorale (Bass) Jedoch dein heilsam Wort, das macht
5. Aria (Tenor): Jesus nimmt die Sünder an
6. Recitativo (Tenor): Der Heiland nimmt die Sünder an
7. Aria (Soprano, Alto): Ach Herr, mein Gott, vergib mirs doch
8. Choral: Stärk mich mit deinem Freudengeist

## Musik
Der Eingangschor ist eine Choralphantasie. Der cantus firmus liegt im Sopran, die Unterstimmen sind meist homophon gesetzt und kontrastieren zur verzierten Melodie des Soprans. Die Choralzeilen sind durch Ritornelle des Orchesters getrennt, deren Thema von der Choralmelodie abgeleitet ist. Eine Solo-Violine spielt fortlaufend virtuose Figurationen, während die Oboen und die anderen Streicher während der Gesangsteile schweigen. Der zweite Satz behandelt den Choral ähnlich wie andere Kantatensätze, die Bach in die Schübler-Choräle aufnahm, als ein Trio von Alt, den Violinen im unisono und dem continuo. Der Alt singt die unverzierte Choralmelodie.
Die erste Arie wird von den beiden Oboi d’amore begleitet. Das Thema ist mit der Choralmelodie verwandt, jedoch nach Dur gewendet und steht in einem schwingenden 12/8-Takt. Die Singstimme übernimmt das Thema und betont durch ausgedehnte Koloraturen das Wort „gewandelt“. Der Musikwissenschaftler Boyd beobachtet eine Ähnlichkeit zu der Aria aus Bachs h-Moll-Messe,  Et in Spiritum sanctum. Beide sind für den Bass geschrieben, in zusammengesetzter Taktzeit, in A-Dur und mit zwei Oboen. Die zweite Arie, Satz 5, ist von einer obligaten Flöte begleitet, wie sie auch in den Kantaten der beiden Vorwochen vorkam, Was frag ich nach der Welt (BWV 94) und Nimm von uns, Herr, du treuer Gott (BWV 101). Das Rezitativ, Satz 6, wird von den Streichern begleitet, die im zweiten Takt einsetzen auf die Worte „wie lieblich klingt das Wort in meinem Ohren!“ Der Höhepunkt wird im Gebet des Zöllners erreicht. Die letzte Arie ist für zwei Singstimmen und continuo ohne Ritornelle gesetzt wie ein Choralkonzert des 17. Jahrhunderts. Die Choralmelodie in verzierter Form kommt mehrfach vor, sogar auf Teile, die nicht der originale Text sind. Die letzte Choralstrophe ist ein schlichter vierstimmiger Satz.

## Einspielungen
- Die Bach Kantate Vol. 48, Helmuth Rilling, Gächinger Kantorei, Bach-Collegium Stuttgart, Arleen Augér, Gabriele Schreckenbach, Adalbert Kraus, Niklaus Tüller; Hänssler 1973.
- J.S. Bach: Das Kantatenwerk – Sacred Cantatas Vol. 6, Gustav Leonhardt, Knabenchor Hannover, Collegium Vocale Gent, Leonhardt-Consort, Sopran-Solisten des Knabenchor Hannover, René Jacobs, Kurt Equiluz, Max van Egmond; Teldec 1981.
- Bach Edition Vol. 4 – Cantatas Vol. 1, conductor Pieter Jan Leusink, Holland Boys Choir, Netherlands Bach Collegium, Ruth Holton, Sytse Buwalda, Knut Schoch, Bas Ramselaar; Brilliant Classics 1999.
- J.S. Bach: Complete Cantatas Vol. 11, Ton Koopman, Amsterdam Baroque Orchestra & Choir, Sibylla Rubens, Annette Markert, Christoph Prégardien, Klaus Mertens; Antoine Marchand 1999.
- J.S. Bach: Trinity Cantatas II, John Eliot Gardiner, Monteverdi Choir, English Baroque Soloists, Magdalena Kožená, William Towers, Mark Padmore, Stephan Loges; Soli Deo Gloria 2000.
- J.S. Bach: Cantatas Vol. 24 – Cantatas from Leipzig 1724, Masaaki Suzuki, Bach Collegium Japan, Yukari Nonoshita, Robin Blaze, Gerd Türk, Peter Kooij; BIS 2002.